# Epibenthosschlitten

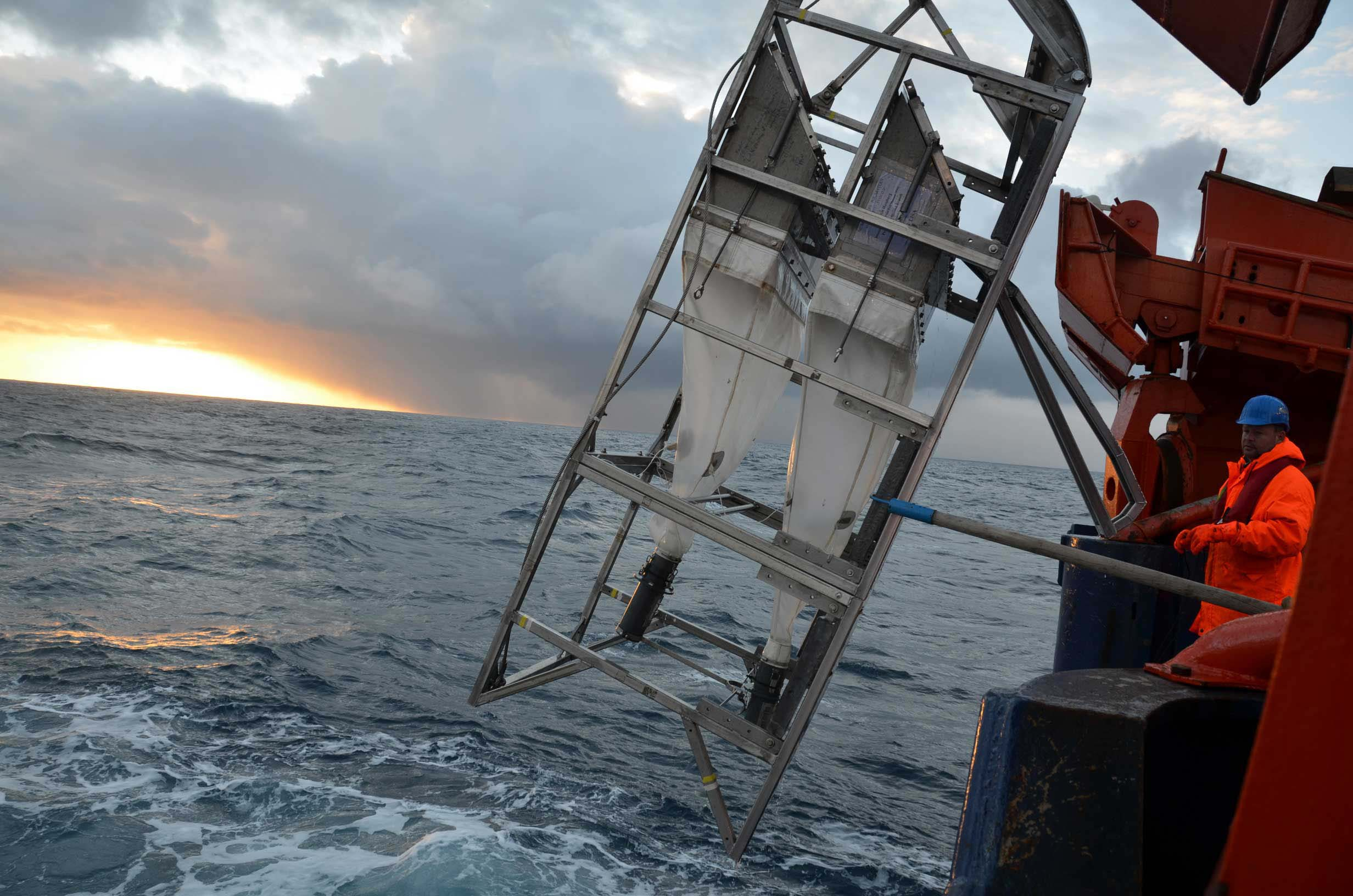
Epibenthosschlitten kommt an Bord

Ein Epibenthosschlitten ist ein zur Erforschung des Tiefseebenthos entwickeltes Gerät.
Die ursprünglichen Schlitten kamen bereits im 18. und 19. Jahrhundert zum Einsatz. Bei ihnen handelte es sich um Drahtkäfige, die über den Grund gezogen wurden. Dabei grub sich die Vorderseite etwa 5 cm tief in den Grund und sammelte so, in einem angehängten Leinenbeutel, Tiefseeschlamm und in ihm enthaltene Organismen. Mittlerweile sind jedoch stark weiterentwickelte Geräte gebräuchlich. An der Ruhr-Universität Bochum wurde beispielsweise ein Epibenthosschlitten entwickelt, der speziell für den Fang von Ranzenkrebsen gedacht ist.